# Simonurius gladiferus
Simonurius gladiferus är en spindelart som först beskrevs av Eugène Simon 1901. 
Simonurius gladiferus ingår i släktet Simonurius och familjen hoppspindlar. Inga underarter finns listade i Catalogue of Life.